# Friedrich Becker (Astronom)
Friedrich Eberhard Becker (* 12. Juni 1900 in Münster; † 25. Dezember 1985 in München) war ein deutscher Astronom. Er war Hochschullehrer an der Universität Bonn.
Friedrich Becker studierte Astronomie, Physik und Mathematik an Universitäten von Münster und Berlin. Er wurde 1924 von der Philosophischen Fakultät der Universität Münster zum Dr. phil. promoviert, habilitierte sich 1931 in Bonn und wurde 1937 außerplanmäßiger Professor. Er wurde 1945 als kommissarischer Direktor eingesetzt und war dann von 1947 bis 1966 als ordentlicher Professor Direktor der Universitäts-Sternwarte Bonn (sein Vorgänger war Arnold Kohlschütter). 1949 wurde er als Vorsitzender der Astronomischen Gesellschaft (AG) gewählt und es gelang ihm, Deutschland wieder in die Internationale Astronomische Union (IAU) einzuführen. 
Der Wiederaufbau der Universität nach dem Krieg und die rasanten Entwicklungen in der Astronomie führten unter der Leitung von Becker zu vielfältigen Initiativen in Bonn. Um  astronomische Messungen an einem Ort frei von städtischer Lichtverschmutzung durchführen zu können, setzte Becker 1952 durch, eine Außenstation Observatorium Hoher List in der Eifel bei Daun zu errichten zu lassen. Die sich gerade in Bonn entwickelnde Radioastronomie gab den Anlass, 1957 das Radioastronomische Institut mit dem Stockert Teleskop bei Bad Münstereifel zu etablieren. Die Forschungserfolge dort führten 1964 unter seiner maßgeblichen Beteiligung zur Gründung des Max-Planck-Institut für Radioastronomie mit dem Radioteleskop Effelsberg. Nach dem Start des ersten künstlichen Erdsatelliten entwickelte sich die Raumforschung hin zu dem 1964 gegründeten Institut für Astrophysik und extraterrestrische Forschung. 1966 wurde Becker emeritiert.
Becker arbeitete vor allem über Stellarstatistik, Sternspektren und interstellare Materie. Seit 1939 war er Mitglied der Akademie in Halle (Leopoldina), dann auch Akademiemitglied in Mainz, Düsseldorf und München (ab 1972 Mitglied der Bayerischen Akademie der Wissenschaften). Sein Lehrer war insbesondere Paul Guthnick.
Friedrich Becker war ab 1926 mit Maria Becker, geborene Petz, verheiratet. Er lebte unter anderem in München. Der Astronom Wilhelm Becker ist sein Bruder.

## Veröffentlichungen (Auswahl)
- Einführung in die Astronomie. 6. Auflage. 1971.
- Geschichte der Astronomie. 4. Auflage. 1980.